# بيث غودارد
بيث غودارد (بالإنجليزية: Beth Goddard)‏ هي ممثلة بريطانية، ولدت في 1969 في كولشيستر في المملكة المتحدة.

## أعمال

### أفلام
- (2014) حافة الغد[6][7]
- (2015) ملكة الصحراء

## وصلات خارجية
- بيث غودارد على موقع IMDb (الإنجليزية)
- بيث غودارد على موقع ألو سيني (الفرنسية)
- بيث غودارد على موقع أول موفي (الإنجليزية)
- بيث غودارد على موقع قاعدة بيانات الأفلام السويدية (السويدية)
- بيث غودارد على موقع قاعدة بيانات الفيلم (الإنجليزية)
- بيث غودارد على موقع كينوبويسك (الروسية)